# Stratégie évolutivement stable
Pour les articles homonymes, voir ESS.
En théorie des jeux, en psychologie comportementale et en psychologie évolutionniste, une stratégie évolutivement stable ou SES (en anglais, evolutionarily stable strategy ou ESS) est un cas particulier d'équilibre de Nash tel que, dans une grande population de joueurs se rencontrant aléatoirement, plusieurs stratégies peuvent coexister chacune possédant une fréquence d'équilibre propre.
Développé originellement en 1973 par John Maynard Smith et George R. Price pour expliquer l'évolution des comportements sociaux, cette théorie est maintenant largement utilisée en écologie comportementale, en sociobiologie, en économie, en psychologie évolutionniste, en anthropologie biosociale, en science politique et en philosophie.
Cette théorie fut exposée au grand public en 1976 par Richard Dawkins dans son best-seller Le Gène égoïste et elle fut récompensée en 1999 par un prix Crafoord.

## Historique
La notion de stratégie évolutionnairement stable (SES) a été introduite par John Maynard Smith sur une intuition de George R. Price dans son essai Théorie des jeux et évolution de la lutte (« Game Theory and the Evolution of Fighting »). Robert Axelrod a repris la notion dans ses travaux sur La notion de coopération (The Evolution of Cooperation) portant sur des comparaisons de stratégie face à un dilemme du prisonnier répété. Ce système est utilisé pour étudier le comportement animal.

## Du choix rationnel au choix non-rationnel
Une des plus grandes innovations apportées par la théorie SES est le concept de choix irrationnel. En effet, l'équilibre de Nash utilisé jusqu'alors en économie présupposait que les acteurs économiques agissaient de façon totalement rationnelle, c'est-à-dire :
- qu'ils sont conscients de la structure du jeu,
- qu'ils essayent consciemment d'optimiser leurs profits,
- qu'ils tentent de prédire les actions de leurs opposants.

En biologie évolutive, par contre, ces postulats sont inapplicables, en effet :
- l'évolution est un processus aveugle (non-téléonomique),
- les organismes simples comme les insectes ou les mollusques ne possèdent pas les capacités cognitives permettant le choix rationnel.

Cette conception a permis de comprendre que des mécanismes instinctifs, utilisant un ensemble limité de fonctions cognitives simples et conçus par le processus aléatoire qu'est l'évolution naturelle, peuvent produire des systèmes comportementaux équivalent au choix rationnel. 
Les mécanismes économiques « émotionnels » de l'humain, sélectionnés au cours de son évolution, sont de ce type. Si les choix irrationnels permettent aux acteurs économiques d'agir de façon semblant pratiquement rationnelle, certaines situations nouvelles démontrent l'inadéquation de ces mécanismes. Par exemple dernièrement, malgré une compréhension claire et rationnelle des dangers du protectionnisme en temps de crise économique[réf. nécessaire], plusieurs États, en particulier les États-Unis, ont adopté de telles mesures. Il est fort probable que ce choix « irrationnel » soit une simple manifestation du mécanisme d'augmentation de la protection du territoire et des ressources en temps de crise écologique tel que pratiqué par tous les animaux territoriaux.
Nous devons aux psychologues Daniel Kahneman, récipiendaire du prix Nobel 2002 d'économie, et Amos Tversky la démonstration de la manière dont les émotions biaisent la prise de décision boursière ; les pertes ne sont pas évaluées de la même façon que les gains. L'origine de ce biais cognitif ne peut s'expliquer que par l'approche phylogénétique de la psychologie évolutionniste ; dans l'histoire de l'homme, en général, l'application de  l'heuristique « un tiens vaut mieux que deux tu l’auras » fut avantageux. Le psychologue évolutionniste Gerd Gigerenzer démontra que l'évaluation des fréquences est beaucoup plus précise que celle des probabilités chez l'homme, ceci confirmant le modèle de l'évolution sociale de ces facultés.

## De l'équilibre de Nash à la SES à la EES
Dans un jeu à deux joueurs, un équilibre de Nash est une stratégie telle que si les deux joueurs jouent leurs parts respectives, aucun changement de stratégie par un des joueurs ne lui permettra de réaliser un meilleur gain. 
Soit E(S, T) l'évaluation du jeu de la stratégie S contre la stratégie T. La paire (S, S) est un équilibre de Nash si et seulement si la situation suivante est vraie pour les deux joueurs :
E(S,S) ≥ E(T,S) pour  tout T≠S
Cette équation permet l'existence de stratégies alternatives (ici T) qui permettent de réaliser les mêmes gains mais pas plus. Nash démontra que tout jeu à deux joueurs possède une telle stratégie stable.
Une ESS est un jeu particulier qui possède un équilibre de Nash (nécessairement) mais également une condition supplémentaire, celle de Smith et Price. 
1. E(S,S) ≥ E(T,S), et
2. E(S,T) > E(T,T)

pour  tout T≠S.
Cette condition supplémentaire implique que dans une grande population de joueurs se rencontrant aléatoirement, les joueurs jouant toujours S ont un gain moyen supérieur à ceux jouant toujours T ou une combinaison de T et de S. Il est donc avantageux de toujours jouer S. Par conséquent, si cette stratégie est réalisée par un mécanisme instinctif et que le gain est l'équivalent de la valeur sélective du comportement, la sélection naturelle fera disparaître toute stratégie alternative à S et il ne subsistera plus que cette stratégie (équilibre de Nash). Par contre, dans le cas de l'existence de trois stratégies S,T et U les choses se compliquent. En effet, nous pouvons avoir :
E(U,T) ≥ E(T,U) ≥ E(S,S)  ≥ E(T,S)  ≥ E(U,S)
Ici, le gain moyen des trois stratégies pourrait être le même dans une grande population de joueurs se rencontrant aléatoirement. Ces fréquences d'équilibre f(U) + f(T) + f(S) = 1 constituent un état évolutivement stable (EES). Nous ferons remarquer que pour exister, il faut nécessairement que la stratégie T et la stratégie U apparaissent avant la stratégie S, sinon la stratégie mutante (T ou U) serait immédiatement éliminée par la sélection naturelle (une population homogène de S est non modifiable). Ceci implique également que la condition suivante soit respectée :
E(U,T) ≥ E(T,U) ≥ E(T,T)  ≥ E(U,U)  
Ici, une population de T pourrait se voir envahie par un mutant U jusqu'à atteindre une fréquence d'équilibre  f(U) + f(T)  = 1. Par contre, l'inverse est impossible. 
L'existence d'un état évolutivement stable (EES) renseigne donc sur l'ordre d'apparition des différentes stratégies (comportements) au cours de l'histoire naturelle.

## Biologie Évolutive
Une SES est liée à la notion d’invasion : une population de "joueurs" qui appliquent la stratégie X voient arriver dans leur milieu un joueur qui applique la stratégie Y. Ce joueur est envahissant si sa stratégie Y lui permet d’être plus performant que la moyenne des X. En considérant que les joueurs sont capables de le remarquer et de changer de stratégie, cela pousserait la population indigène à opter pour la stratégie Y. Si, comme c’est le cas souvent, le rendement de la stratégie Y est décroissant avec le nombre d’adhérents, alors on aboutit à un rapport équilibré entre les deux types de comportement.
Une stratégie est évolutivement stable s’il n’existe pas de stratégie Y qui puisse l’envahir.
Un des exemples les plus connus concerne celui d'un conflit opposant deux individus pour l'obtention d'une ressource (entendu au sens large, il peut s'agir d'un point d'eau, de la nourriture ou même d'une femelle pour la reproduction). On considère deux stratégies possibles : 
- la stratégie Colombe, où l'individu refuse tout conflit et de ce fait s'enfuit dès qu'il est agressé;
- la stratégie Faucon, qui agresse systématiquement son compétiteur pour obtenir la ressource.

1. Quand deux "colombes" se rencontrent, la première arrivée remporte le gain, sans conflit.
2. Quand une "colombe" rencontre un "faucon", le faucon gagne systématiquement, sans conflit.
3. Quand deux "faucons" se rencontrent il y a un conflit, et chaque compétiteur a une chance sur deux de gagner la ressource, mais aussi de perdre et de subir des dégâts.

On peut montrer par des calculs simples que ces deux stratégies peuvent coexister, dans des proportions qui dépendront de l'ampleur du gain et de la gravité des dégâts.
On peut montrer aussi que si une stratégie dite "bourgeoise" apparaît, qui consiste à refuser le conflit lorsque l'animal n'est pas sur son territoire mais à toujours combattre lorsqu'il est sur le sien, alors cette stratégie s'imposera toujours. Elle s'étendra alors à tous les individus de la population. On parle de SES (ESS en anglais) pure.
Voir aussi :
- le dilemme du prisonnier, premier jeu pour lequel on a défini une stratégie explicitement évolutivement stable ;
- l'équilibre de Nash, première formalisation de la stabilité en théorie des jeux ;
- la théorie de l'évolution, cadre conceptuel dans lequel on a eu besoin de SES.